# Barberino di Mugello
Pour les articles homonymes, voir Barberino et Mugello.
Barberino di Mugello est une commune italienne d'environ 10 800 habitants située dans la ville métropolitaine de Florence, dans la région Toscane.
Barberino di Mugello se trouve au cœur d'un territoire situé au nord de Florence dénommé Mugello.

## Monuments et lieux d'intérêt
- Le Château de Villanova
- La Villa de Cafaggiolo, villa médicéenne
- La Villa Le Maschere (it)
- L'Espace naturel protégé d'intérêt local Gabbianello-Boscotondo
- Le Viaduc de l'Aglio

## Administration
| Période                                  | Période  | Identité      | Étiquette | Qualité |
| ---------------------------------------- | -------- | ------------- | --------- | ------- |
| 08/06/2009                               | En cours | Carlo Zanieri |           |         |
| Les données manquantes sont à compléter. |          |               |           |         |

### Hameaux
Cavallina, Galliano, Montecarelli, Latera.

### Communes limitrophes
Calenzano, Cantagallo, Castiglione dei Pepoli, Firenzuola, San Piero a Sieve, Scarperia, Vaiano, Vernio.

## Jumelages
- Betton (France) ;
- Laurenzana (Italie) ;
- Yraifia (Sahara occidental) ;
- Torrelodones (Espagne).